# Estación de Universitat Politècnica
Universitat Politècnica es una estación de las líneas 4 y 6 de Metrovalencia. Fue inaugurada el 21 de mayo de 1994. Se encuentra en la avenida de los Naranjos, frente al Campus de Vera de la Universitat Politècnica de València.
Anteriormente existió otra estación cerca de la actual, que formaba parte de la línea férrea entre València-Pont de Fusta y Grao. Fue cerrada en 1990 por su estado ruinoso y transformada en la línea de tranvía actual.